# Tour-de-Faure
Tour-de-Faure is een gemeente in het Franse departement Lot (regio Occitanie) en telt 353 inwoners (2004). De plaats maakt deel uit van het arrondissement Cahors.

## Geografie
De oppervlakte van Tour-de-Faure bedraagt 8,7 km², de bevolkingsdichtheid is 40,6 inwoners per km².

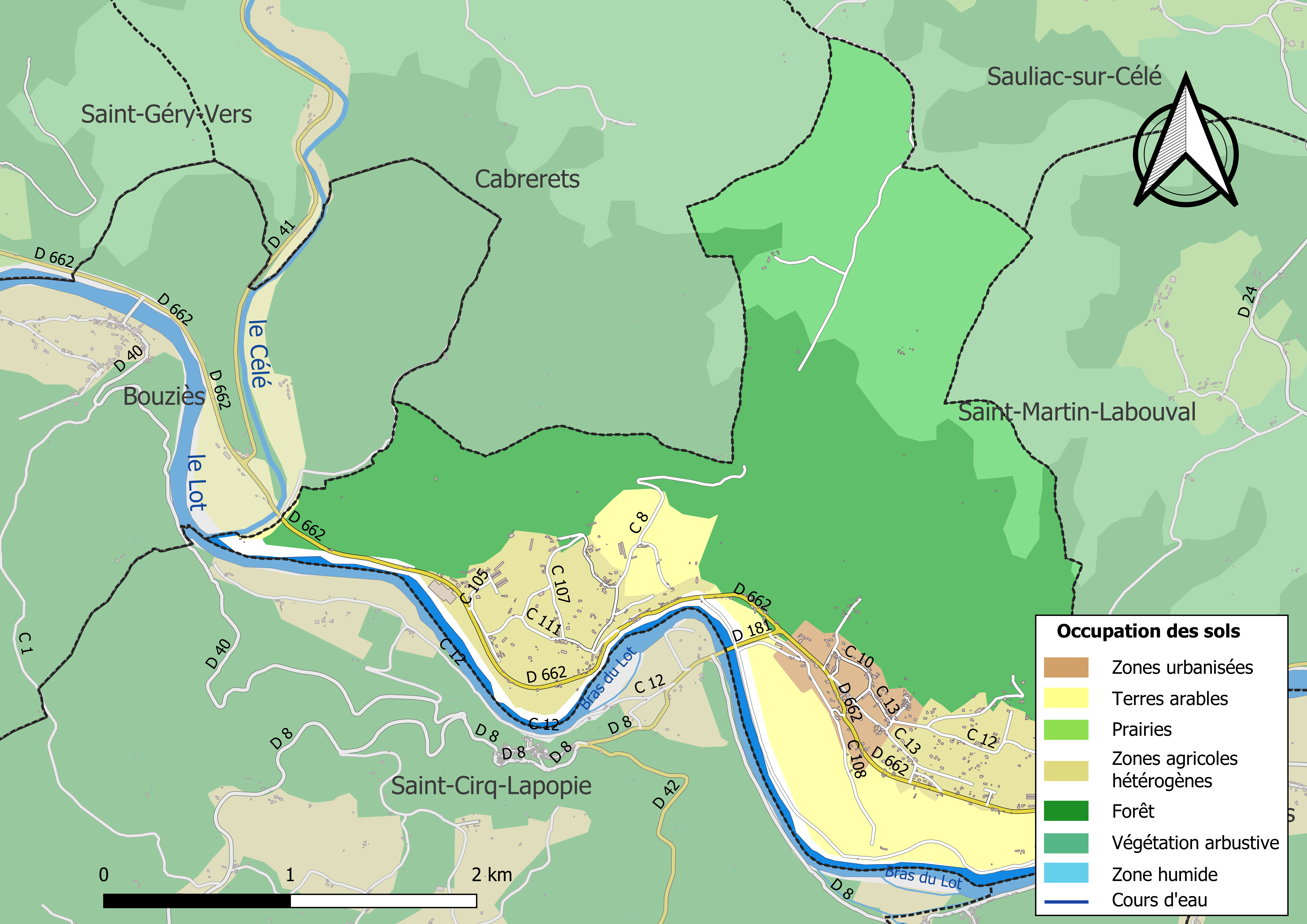
Kaart van de gemeente met de belangrijkste infrastructuur, bodemgebruik en omliggende gemeenten

## Demografie
Onderstaande figuur toont het verloop van het inwonertal (bron: INSEE-tellingen).